# Royal International Air Tattoo
Le Royal International Air Tattoo (RIAT), est la plus importante manifestation internationale de présentation aéronautique militaire au monde. Elle se déroule chaque année sur la base de la Royal Air Force de Fairford, dans le comté du Gloucestershire, à l'ouest de Londres. La rencontre accueille plus de 300 appareils et réunit les plus grandes entreprises du secteur.

## Galerie

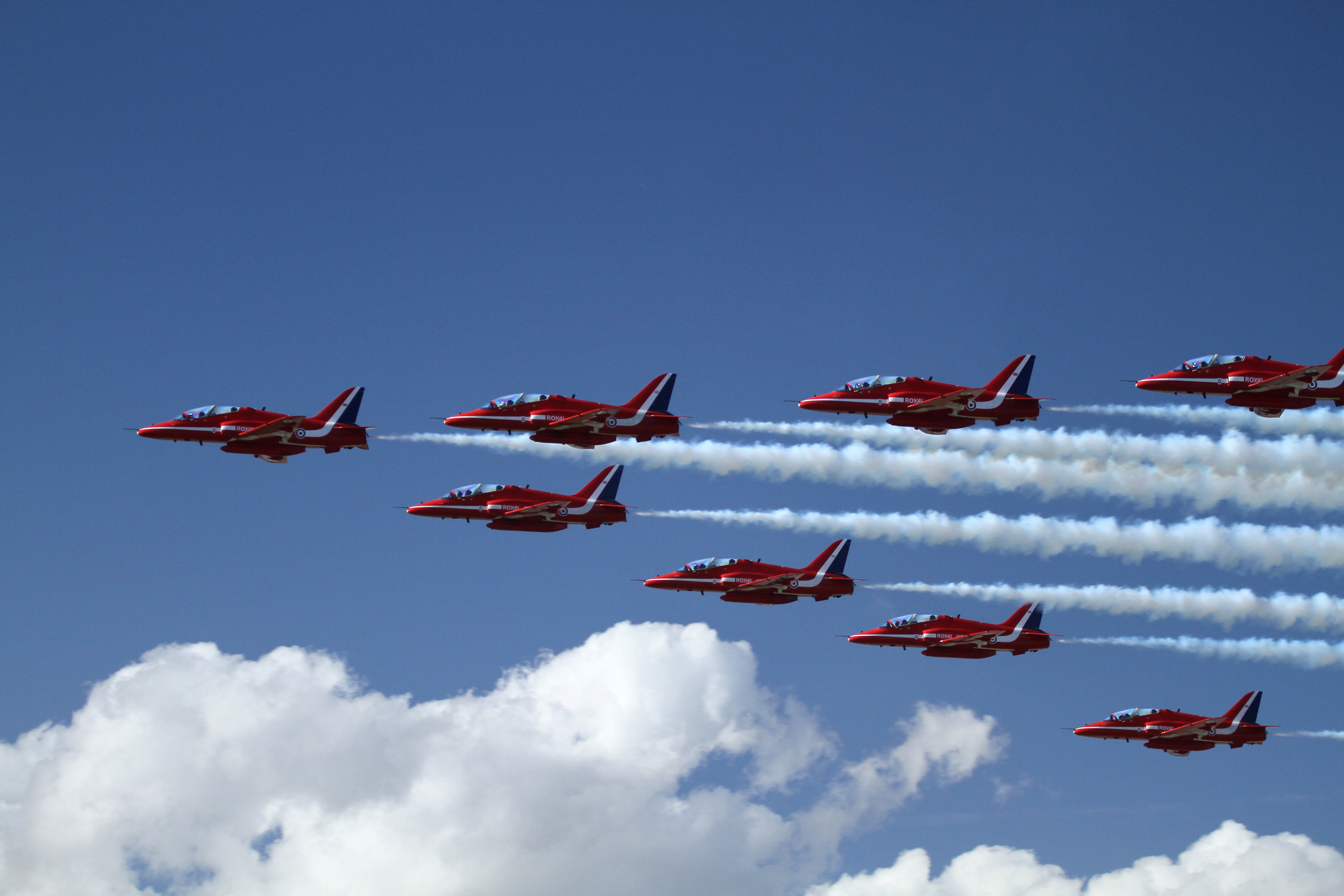
Démonstration des Red Arrows.
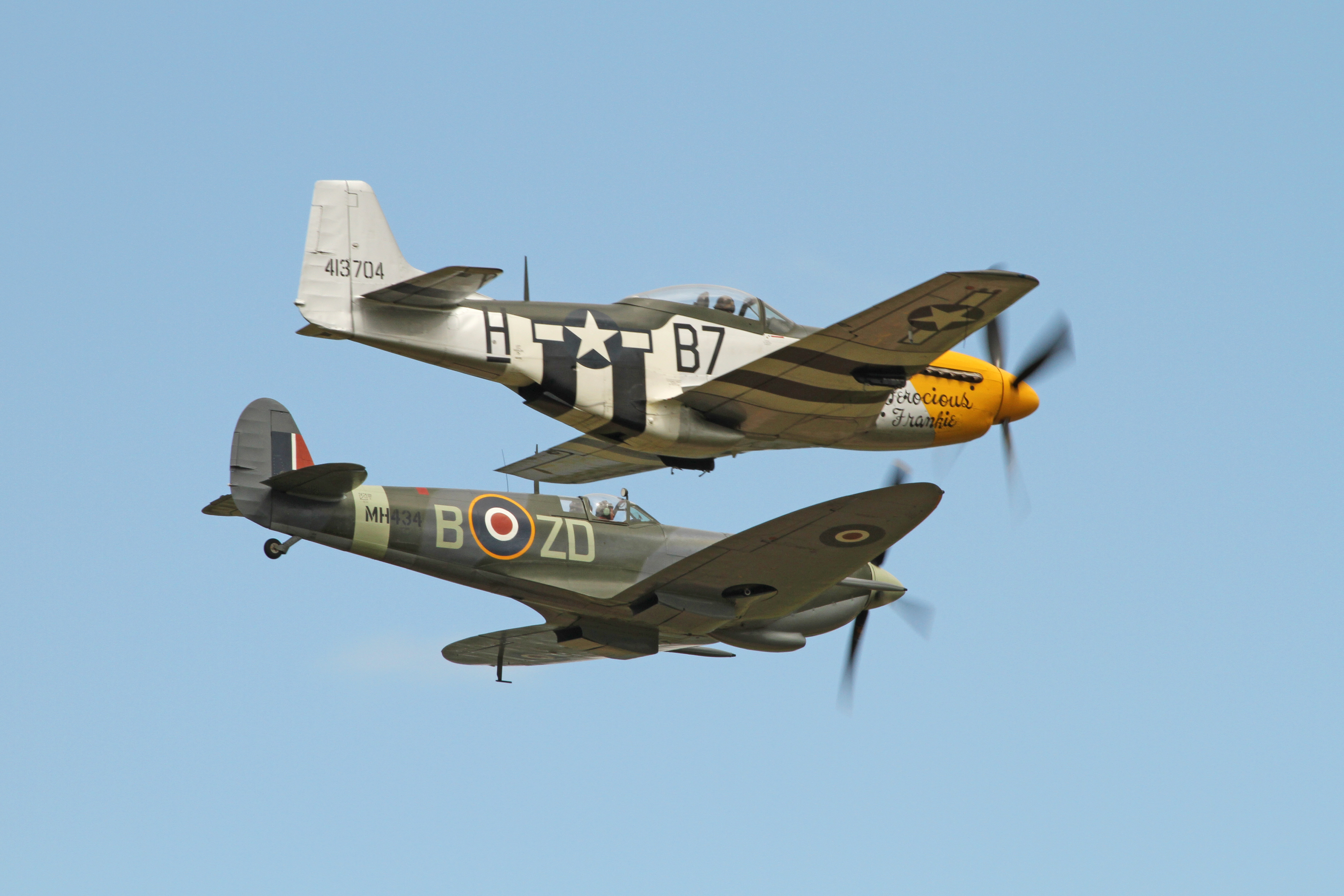
Vols d'exhibition d'un Spitfire MkIIa et d'un P-51 Mustang.
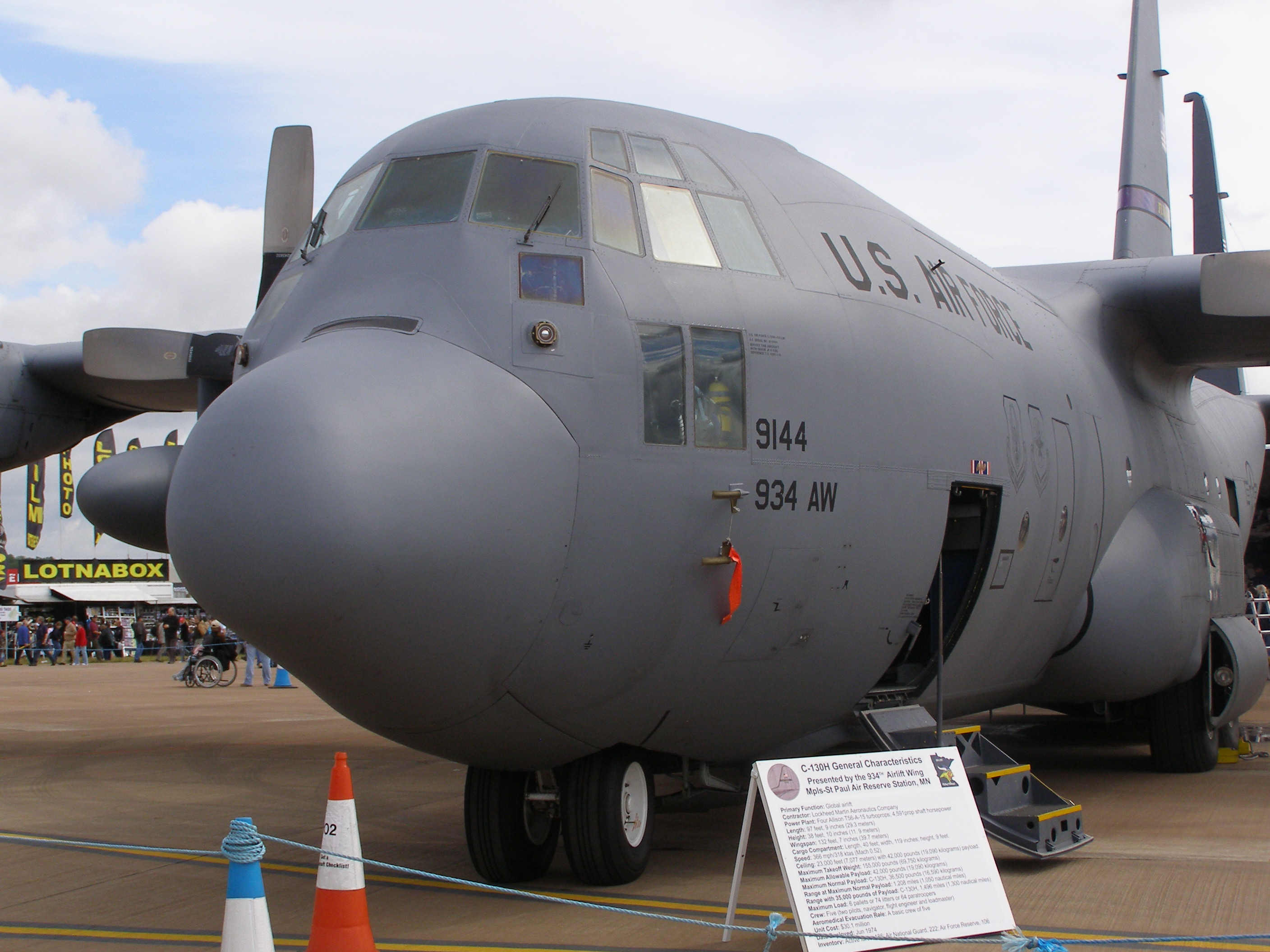
Lockheed C-130 Hercules de l’USAF au sol.
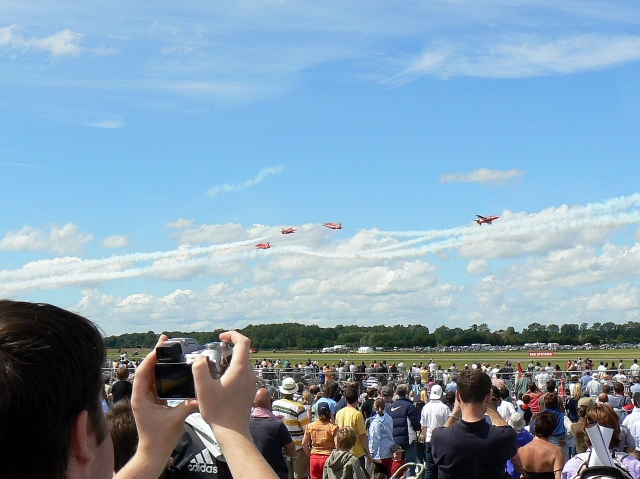
Spectateurs lors d'une démonstration.
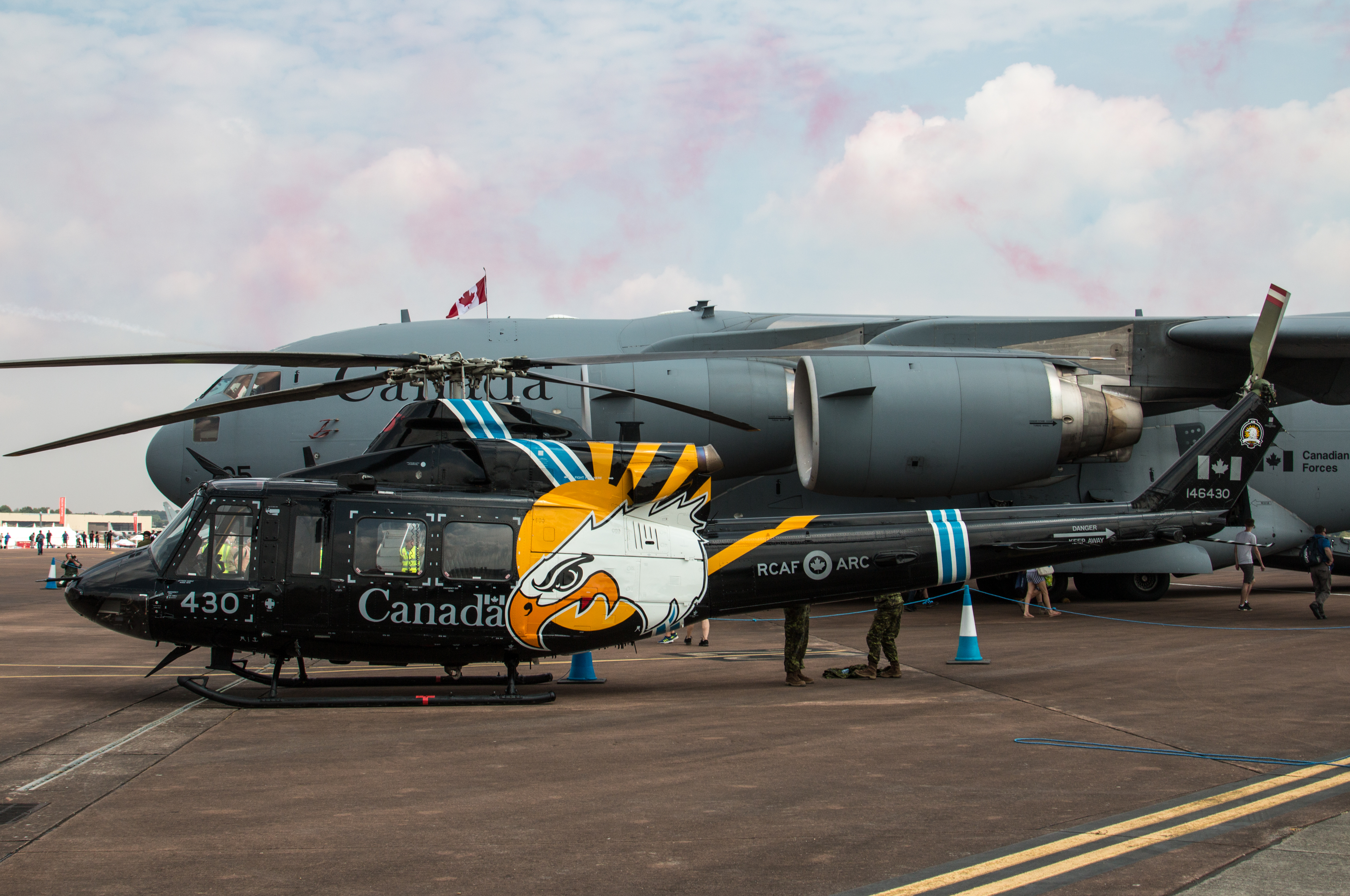
Un Bell CH-146 Griffon du 430e Escadron de l’Aviation royale canadienne décoré pour le Royal International Air Tattoo 2018. Derrière lui, un McDonnell Douglas C-17 Globemaster III.